# ウィークエンドリクエスト
『ウィークエンドリクエスト』は、新潟放送運営のBSNラジオで放送されていたラジオ番組。
リスナーからのリクエストがあった曲をかけていた土曜午後の音楽番組で、新潟放送のアナウンサーたちが週替わりでパーソナリティを務めていた。リクエストの投稿者には、抽選で1名に道の駅 花夢里にいつが提供する季節の花をプレゼントしていた。
番組は、途中で競馬中継に切り替わっていた。また、交通速報も伝えていた。そのため、通常は毎週土曜 15:00頃 - 16:00（日本標準時）に放送の1時間番組であったが、新潟競馬場での中央競馬開催期間中には放送時間が拡大された。2008年夏季の開催期間中には 14:00 - 16:40 に放送されていた。